# Arnulf (arnulfien)
Pour les articles homonymes, voir Arnulf et Arnoul.
Arnulf ou Arnoul est un duc arnulfien cité en 704 et en 723. Il est fils de Drogon, duc de Champagne et d'Adaltrude. Drogon est lui-même fils de Pépin de Herstal, maire du palais, et de Plectrude.

## Biographie
Il est élevé avec ses frères par son arrière-grand-mère maternelle Anseflède. Un faux acte de 704 le cite comme « duc des Burgondes », qu'Auguste Digot identifie avec le duc de Bourgogne que mentionne, malheureusement sans le nommer, l'auteur de la Vita Boniti et que saint Bonitus incita avec succès à se soumettre. En raison de l'âge d'Arnulf, probablement encore mineur, cette identification reste improbable, le duc des Bourguignons connu à cette époque est son père Drogon. En 714, son grand-père Pépin de Herstal l'exclut de sa succession comme maire du palais et choisit comme successeur son cousin Théodebald. 
Il hérite cependant de différents domaines et effectue deux donations en faveur du monastère d'Echternach, la première en 715 d'un domaine situé à Bollendorf, et la seconde en 721 d'une vigne à Klotten.
Mais Charles Martel, fils de Pépin de Herstal et de sa concubine Alpaïde, profitant d'une guerre entre la Neustrie et l'Austrasie s'enfuit, repousse les Neustriens et écarte Plectrude et Théodebald pour s'emparer du pouvoir en 717. En 723, Arnulf conspire avec ses frères Godefried et Pépin et se révolte, mais il est soumis par Charles Martel. Cette révolte est d'ailleurs de faible ampleur, car Pierre Riché ne la mentionne pas,. Charles Martel emprisonne alors Arnulf et l'un de ses frères, probablement Pépin, qu'il laisse mourir en prison.